# Forum économique de la Chine

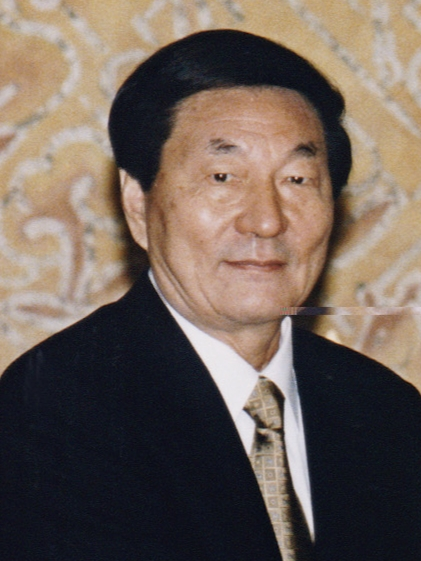
Zhu Rongji.

Le Forum de développement économique de la Chine (en chinois : 中国发展高层论坛) est un forum international annuel de haut niveau lancé en 2000 par la China Development Research Foundation (CDRF) du Conseil des affaires de l'État de la république populaire de Chine, initialement conçu par l'ancien premier ministre Zhu Rongji, dans le but de renforcer la communication de haut niveau entre la Chine et le monde.

## Histoire
Fondé en 2000, il est parrainé par la fondation de recherche sur le développement de la Chine (CDRF), équivalent à un think-tank d'État, une institution nationale, publique et à but non lucratif qui dépend directement du Bureau général du Conseil des affaires de l'État (République populaire de Chine).
Il est prévu qu'il se tienne chaque année à la maison d'hôtes d'État de Diaoyutai dans le district de Haidian (Pékin, Chine) à la fin du mois de mars.

## Organisation

### Mission
Il s'agit d'une plateforme de dialogue entre le gouvernement chinois et les entreprises multinationales, les dirigeants d'organisations internationales et les universitaires de renom, qui vise à renforcer la communication entre la Chine et le monde.
Depuis 2000, l'ampleur de l'événement a changé et s'est accrue pour inclure davantage de poids lourds universitaires lors de l'événement annuel, des publications universitaires, de coopérations avec l'OCDE et, occasionnellement, d'événements spéciaux avec une personnalité majeure, comme la visite d'Henry Kissinger dernièrement à Pékin[citation nécessaire].

### Commentaire de certains forums
Le 20e forum s'est tenu du 23 au 25 mars 2019 avec le vice-premier ministre Han Zheng du Conseil des affaires de l'État (Chine) qui a assisté à la cérémonie d'ouverture et prononcé un discours.
Malgré la pandémie de Covid-19, le 22e événement annuel de 2021 s'est tenu dans un format mixte, virtuellement et sur place, à la maison d'hôtes d'État de Diaoyutai, soulignant l'importance majeure de ce forum dans la réflexion de la Chine en matière de développement.
En 2023 du même événement, le Premier ministre Li Qiang s'est efforcé de renforcer la confiance des investisseurs étrangers lors du forum, en déclarant aux dirigeants que « la Chine ouvrirait sa porte de plus en plus grand ». Le ministre du Commerce, Wang Wentao, a décrit les entreprises étrangères comme étant « non pas des invités, mais des membres de la famille ».

### Événements annuels
| N° | Forum | Thème                                                                                       |
| -- | ----- | ------------------------------------------------------------------------------------------- |
| 1  | 2000  | Objectifs de la Chine pour 2010, politique et perspective                                   |
| 2  | 2001  | Le rôle des pouvoirs publics dans une économie qui se mondialise rapidement                 |
| 3  | 2002  | La Chine après son adhésion à l'OMC                                                         |
| 4  | 2003  | Chine : Construire une société prospère sur tous les fronts                                 |
| 5  | 2004  | Chine : Vers un développement équilibré                                                     |
| 6  | 2005  | La Chine dans l'économie mondiale                                                           |
| 7  | 2006  | La Chine promeut le développement économique et l'harmonie sociale                          |
| 8  | 2007  | Chine : Vers de nouveaux modèles de croissance économique                                   |
| 9  | 2008  | Objectifs de développement et options politiques                                            |
| 10 | 2009  | Le développement et la réforme de la Chine dans le contexte de la crise financière mondiale |
| 11 | 2010  | La Chine et l'économie mondiale : Croissance, restructuration, coopération                  |
| 12 | 2011  | La transformation en cours du modèle de croissance de la Chine                              |
| 13 | 2012  | La Chine et le monde : Macro-stabilisation et restructuration économique                    |
| 14 | 2013  | Approfondir la réforme et l'ouverture pour une société prospère                             |
| 15 | 2014  | Chine : Approfondir la réforme de manière globale                                           |
| 16 | 2015  | L'économie de la Chine dans la "nouvelle normalité"                                         |
| 17 | 2016  | La Chine dans le nouveau plan quinquennal                                                   |
| 18 | 2017  | La Chine et le monde : La transformation économique par les réformes structurelles          |
| 19 | 2018  | La Chine dans la nouvelle ère                                                               |
| 20 | 2019  | Une plus grande ouverture pour le gagnant-gagnant                                           |
| 21 | 2020  | Reprise économique et coopération internationale dans une ère post-pandémique               |
| 22 | 2021  | La Chine sur la voie d'une nouvelle modernisation                                           |
| 23 | 2022  | Reprise économique : Opportunités et coopération                                            |